# Xalbador
 (juillet 2018).
Si vous disposez d'ouvrages ou d'articles de référence ou si vous connaissez des sites web de qualité traitant du thème abordé ici, merci de compléter l'article en donnant les références utiles à sa vérifiabilité et en les liant à la section « Notes et références ».

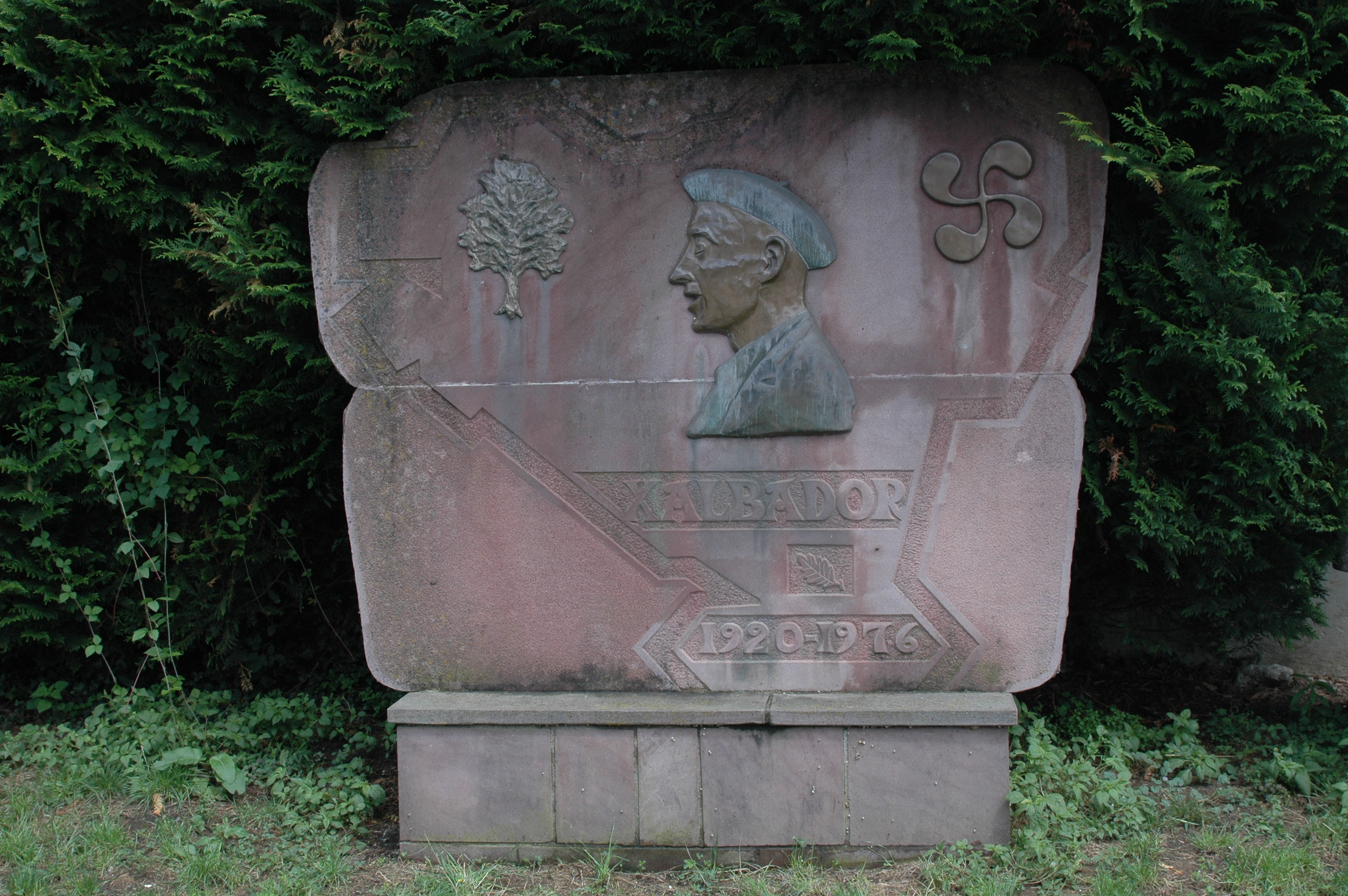
Urepel, hommage à Xalbador

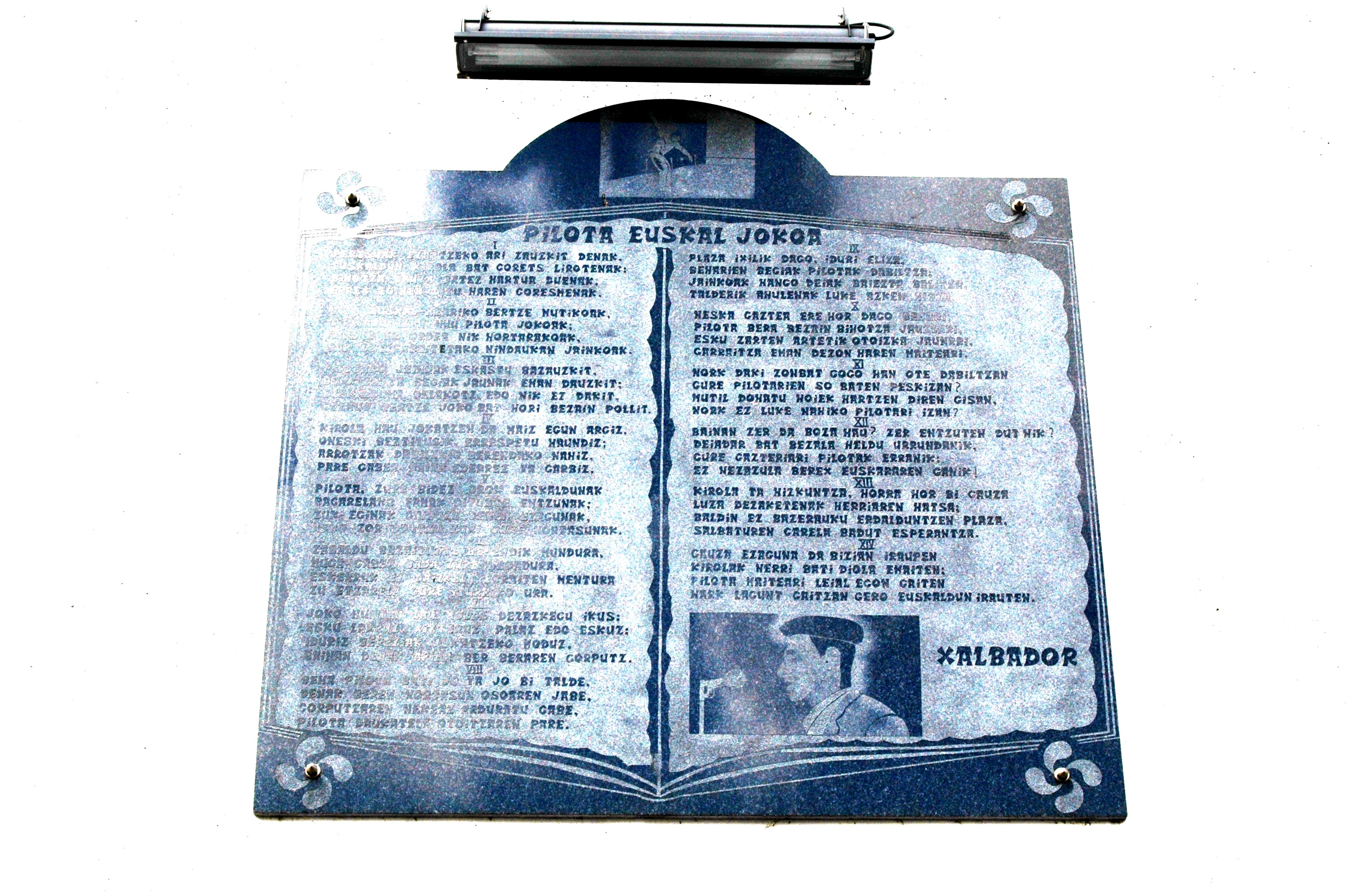
Urepel, poème de Xalbador, apposé sur le mur du trinquet

Fernando Aire Etxart dit Xalbador, né le 19 juin 1920 et décédé le 7 novembre 1976 à Urepel, est un bertsolari renommé du Pays basque nord. Berger et agriculteur, il demeure toute sa vie dans sa commune natale. Il se marie avec Léonie Etxebarren en 1943, et a quatre enfants.

## Biographie
Il nait dans la ferme de « Xalbadorenea » en 1920 et à cette époque, les Basques prennent le surnom du lieu où ils vivent, ce qui est le cas de Fernando Aire Etxart.
La première de ses improvisations publiques date de 1936 à Urepel. À partir de 1960, et jusqu'à sa mort, il participe à tous les championnats de bertsolaris organisés à Saint-Sébastien (Espagne) (Donostia - Pays basque sud), faisant équipe avec Mattin Treku.
- Championnat général de Saint-Sébastien 1962: 3e
- Championnat général de Saint-Sébastien 1965: 3e
- Championnat général de Saint-Sébastien 1967: 2e
- Prix Xempelar - Saint-Sébastien 1972 - 1973 -1974 -1975 : 1er à chacune de ses participations
- Prix Txirristaka - Saint-Sébastien 1974 -1975 -1976 : 1er à chacune de ses participations

Quant à son métier, il dira : « C’est dans le métier de berger que je m’épanouissais le plus, mais on ne me laissa pas m’occuper du troupeau avant que j’en exprime la volonté. Pourtant, à quatorze ans j’avais déjà pris en charge tous les travaux en rapport avec les brebis. Jusqu’à la disparition de mon père, le métier de berger constitua ma principale tâche ; par la suite, je fus contraint de m’occuper de tout. »
Il décède à Urepel le 7 novembre 1976, mais les conditions de sa disparition font de Xalbador une légende. En effet, le jour de sa mort, tous ses amis étaient réunis pour fêter la présentation publique d'un recueil de textes, et c'est au soir de cette journée là que l'homme, sensible, mourut d'une crise cardiaque.

## Hommage
L'auteur compositeur et interprète Xabier Lete écrivit (avec Lourdes Iriondo) la chanson Xalbadorren heriotzean (À la mort de Xalbador) en hommage au poète disparu. C'est l'une des chansons des plus connues à travers tout le Pays basque.
Le collège ikastola de Cambo-les-Bains porte son nom.

## Œuvres
- Ezin bertzean (Par nécessité) en 1969
- Odolaren mintzoa (La voix du sang) en 1976
- Herria gogoan (Le peuple à l'esprit) en 1981

## Extrait
Extrait d'Odolaren mintzoa, Auspoa 1976, p. 83-85
| Sortetxeari Oi gure etxe maitea, orroitzapenez betea, zorionaren atea ! Zure altzoan iragana dut sortzetik orai artea. Izanagatik pobrea, bertzeak baino hobea ni sortu nintzan etxea. Amak, munduratekoan, etxea, zure xokoan hartu ninduen besoan. Geroztik hunat eduki nauzu zure geriza goxoan. Nabilalarik kanpoan ez naiz sosegó osoan, beti etxea gogoan. Dudalarik zerbait pena zu zaitut lagun lehena, ihes leku hoberena. Zure alderat inguratzen naiz ahalik eta maizena. Munduko leku maitena, zuri zor dautzut naizena : izana eta izena. Arbason eskutik jina, o egoísta atsegina, ez dakit zure adina. Heiek lurpean estale ziren zutan utzirik arima. Hain amultsuki egina, heientzat zer bihotz mina zutaz gabetzen bagina ! | À la maison natale Ô notre maison bien-aimée, pleine de souvenirs, porte du bonheur ! Je suis resté dans ton giron depuis ma naissance jusqu'à ce jour. Bien que pauvre, meilleure que les autres la maison où je naquis. Au moment de ma naissance ma mère me prit dans ses bras etxea au creux de toi. Depuis lors et jusqu'aujourd'hui tu m'as gardé sous ta douce protection. Lorsque je me promène au dehors je ne suis pas dans une totale quiétude, ayant toujours l'etxe à l'esprit. Lorsque j'ai quelque peine c'est toi mon premier soutien, mon meilleur refuge. Vers toi je reviens aussi souvent que possible. Endroit du monde le plus cher à mon cœur , c'est à toi que je dois ce que je suis : et mon être et mon nom. Reçue des mains des ancêtres, ô agréable demeure, je ne connais pas ton âge. Ils ont été recouverts de terre mais ont laissé leur âme en toi. Construite avec tant d'affection, quelle serait leur peine si nous devions t'abandonner ! | Etxetik hoinbertze gazte, kanporat zorion eske zoraturik bazoazte, bizi-moduak behartuz edo etxea ez aski maite ? Gure faltaz balezate Arrotzek etxe hau bete, hobendun haundi gintaizke. Zutaz hainbertze entzuna, aunitzentzat ezaguna, o bizipide urruna ! Nik betidanik arbuiatu dut Zure aberastasuna. Hau da guk deraukaguna, zu baitan eskas duzuna : etxeko goxotasuna. Ene haur onak, badakit Luzaro gabe engoitik Joanen naizela mundutik. Arbason ganik ukan dohaina Ez utz sekula eskutik, aldegitean hemendik heier erraitea gatik : Etxea han dago xutik ! Pertsu hauk bururatzean, asken finez orroitzean, emanen naiz otoitzean : Etxea, noizbait utziko zaitut Aunitz pena bihotzean ; Jaunak, zure babesean, nola bainintzan sortzean, naukala heriotzean. | Hors de la maison tant de jeunes, en quête de bonheur s'en vont éblouis, parce que la vie actuellement l'exige ou faute d'aimer assez l'etxe ? Si par notre faute les étrangers emplissaient cette maison, nous en serions les grands coupables. Ô modes de vie lointains on en entend tellement sur vous et tant vous connaissent ! De tout temps j'ai méprisé vos richesses. Voici ce que nous avons-nous et qui vous fait défaut : la douceur de l'etxe. Mes chers enfants, je sais que désormais avant longtemps je m'en irai de ce monde. Le legs de vos ancêtres ne le laissez jamais quitter vos mains, en quittant ce monde que je puisse leur dire : la maison est là-bas debout ! En terminant ces vers, me rappelant ma fin dernière, je vais me mettre en prière : Etxea, je te laisserai un jour le cœur rempli de peine ; que le Seigneur me garde sous ta protection, au moment de la mort, comme lors de ma naissance. |